# Automolis metaleuca
Automolis metaleuca là một loài bướm đêm thuộc phân họ Arctiinae, họ Erebidae.